# Каньяс, Хуан Мануэль де
Хуан Мануэль де Каньяс-Трухильо-и-Санчес де Мадрид (исп. Juan Manuel de Cañas-Trujillo y Sánchez de Madrid, род. 2 июля 1763 года, Эль-Пуэрто-де-Санта-Мария, Испания — ум. после 1822, Никарагуа) — испанский военный, и. о. губернатора провинции Коста-Рика (1819—1820) и лидер Партии Коста-Рики (1820—1821).

## Биография
Каньяс родился в Эль-Пуэрто-де-Санта-Мария, Испания, 2 июля 1763 года и был крещен в приходе Чудес этого города 4 июля. Его родителями были Николас Франсиско де Каньяс-Трухильо Гарсия (род. в 1735) и Магдалены Санчес де Мадрид.
Каньяс служил в пехотном батальоне Севильи, а в 1795 году поселился в Коста-Рике, проходил военную службу в Гватемале, Сальвадоре и Никарагуа. В чине майора он отвечал за руководство батальоном во время экспедиции в Никарагуа в 1812 году. Вскоре он был повышен до полковника.
В 1819 году король Фердинанд VII присвоил Каньясу звание рыцаря Ордена Сан-Херменегильдо.
Находясь в Никарагуа, Каньяс женился на Томасе Авенданьо, уроженке Леон-де-Никарагуа (ум. 24 июня 1810 в Сан-Хосе, Коста-Рика). От этого брака родились трое детей: Мануэль Антонио, Хуана Франсиска и Хосе Мария (ум. 1797).
У Каньяса также было четыре внебрачных детей от Фелисианы Рамирес Пачеко (ум. 21 февраля 1806): Мария дель Пилар (1800—1872), Хосе Николас (1802—1883), Хосе Мануэль (1803—1886) и Хуан Франсиско де ла Роса Каньяс Рамирес (род. 1805).

### Временный губернатор Коста-Рики
В июне 1819 года, после смерти губернатора Хуана де Айалы Толедо, Каньяс принял военное командование в Коста-Рике, а 3 декабря того же года Королевский суд Гватемалы назначил его исполняющим обязанности губернатора провинции. Он был приведен к присяге 29 декабря в городе Картаго.
В 1820 году, когда Коста-Рика вошла в состав провинции Никарагуа и Коста-Рика, Каньяс стал её губернатором, подчиненным Верховному главе провинции в Леон-де-Никарагуа, Мигелю Гонсалесу Саравии. По этой причине он подал в отставку 17 апреля 1821 года с поста губернатора Коста-Рики, но продолжал осуществлять эту функцию, поскольку мэр Картаго Сантьяго де Бонилья отказался принять новую должность.
Во время правления Каньяса в Коста-Рике появились сообщения о провозглашении независимости провинции Никарагуа и Коста-Рика от Испании властями Леон-де-Никарагуа. На рассвете 29 октября 1821 года, по получении вестей о независимости, казармы Картаго были захвачены Хосе Сантосом Ломбардо Альварадо, который тем самым ликвидировал опасность возможного дезавуирования акта о независимости Каньясом. В течение нескольких дней Каньяс продолжал осуществлять руководство Коста-Рикой, но 12 ноября того же года ушел в отставку, и Народный Совет передал власть Николасу Каррильо.
После отставки появились слухи о том, что Каньяс намеревался организовать движение по возвращению Коста-Рики под власть Испании, но 16 ноября 1821 года он лично опроверг эти слухи, представ перед народным Советом.
В начале 1822 года Каньяс переехал в Никарагуа, где, вероятно, и умер.